# Asmodée
 (janvier 2021).
Cet article concerne le démon Asmodée. Pour les autres significations, voir Asmodée (homonymie).

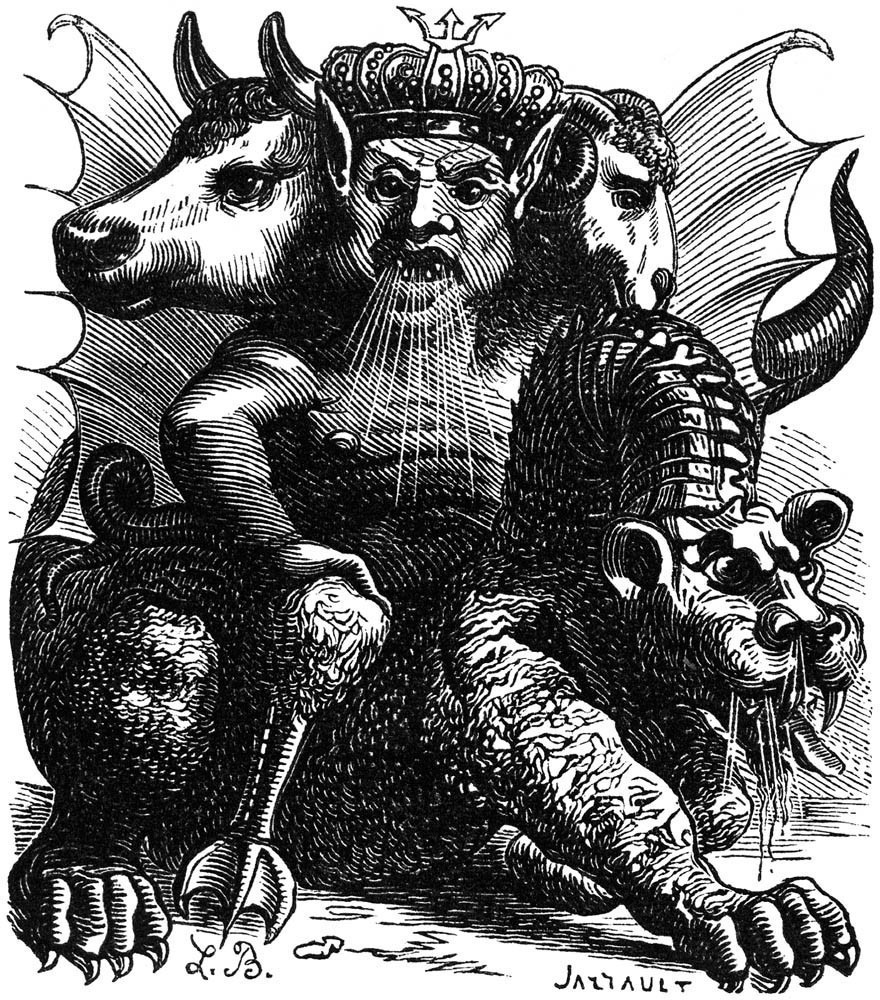
Asmodée dépeint dans le Dictionnaire Infernal de Collin de Plancy.

Asmodée est un démon de la Bible chassé par l'archange Raphaël. Il est appelé par de nombreux autres noms dont les orthographes varient : Aeshma, Aesma, Asmoth, Aschmédaï, Asmadai, Asmoday, Hasmoday, Chashmodai, Asmodaios, Asmodeus, Asmodius, Azmonden, Sidonay, ou encore Asmobée. Il est présent dans les croyances de la goétie, science occulte de l'invocation d'entités démoniaques.

## Nom
Le nom Asmodée vient de l'altération du nom d'un démon du zoroastrisme, en langue persane avestique Aeshma daeva, littéralement « Démon de la colère ». Le Talmud mentionne Asmodée sous le nom hébreu Ashmedaï (אשמדאי) ; ainsi une étymologie alternative l'associerait à la racine shamad (שׁמד), signifiant « exterminer », de sorte que son nom évoquerait « l'exterminateur ». Dans la Bible selon la Septante grecque, et plus précisément dans le Livre de Tobie (Tb 3,8.17), il apparaît sous la forme Asmodaïos (Ασμοδαῖος). Traduit en latin par Asmodeus, il signifie « Souffle ardent de Dieu ».

## Évocations

### Sources anciennes
Le Livre de Tobie, qui appartient à l'Ancien Testament grec, raconte l'histoire de Sara, jeune fille mariée sept fois, et dont le démon Asmodée a fait mourir tour à tour chacun de ses sept maris lors de la nuit de noces (Tb 3,8). Un jeune homme nommé Tobie, accompagné incognito par l'archange Raphaël, voyage jusqu'à Ecbatane en Médie, où habite Sara. Sur les conseils de Raphaël, avec crainte et prière, Tobie épouse Sara, et fait brûler dans la chambre nuptiale le cœur et le foie d'un poisson. La fumée parfumée fait fuir le démon, que Raphaël poursuit et enchaîne (Tb 8,3). Sara est délivrée, Tobie est vivant, tous deux se réjouissent.
Dans le Talmud, Asmodée est considéré comme l'esprit qui a temporairement volé le royaume de Salomon ; plus tard, Salomon l'a banni d'une pierre.

### Imaginaire médiéval et moderne
Françoise Romaine relate, dans le chapitre VI de son Traité de l'enfer (1414), qu'Asmodée était dans le ciel un chérubin avant sa révolte contre Dieu. Il est devenu l'Ange déchu qui préside à tous les péchés de Luxure.
La Pseudomonarchia daemonum (XVIe siècle) le mentionne en 35e position de sa liste de démons sous le nom de Sidonay, alias Asmoday, et lui attribue des caractéristiques similaires.

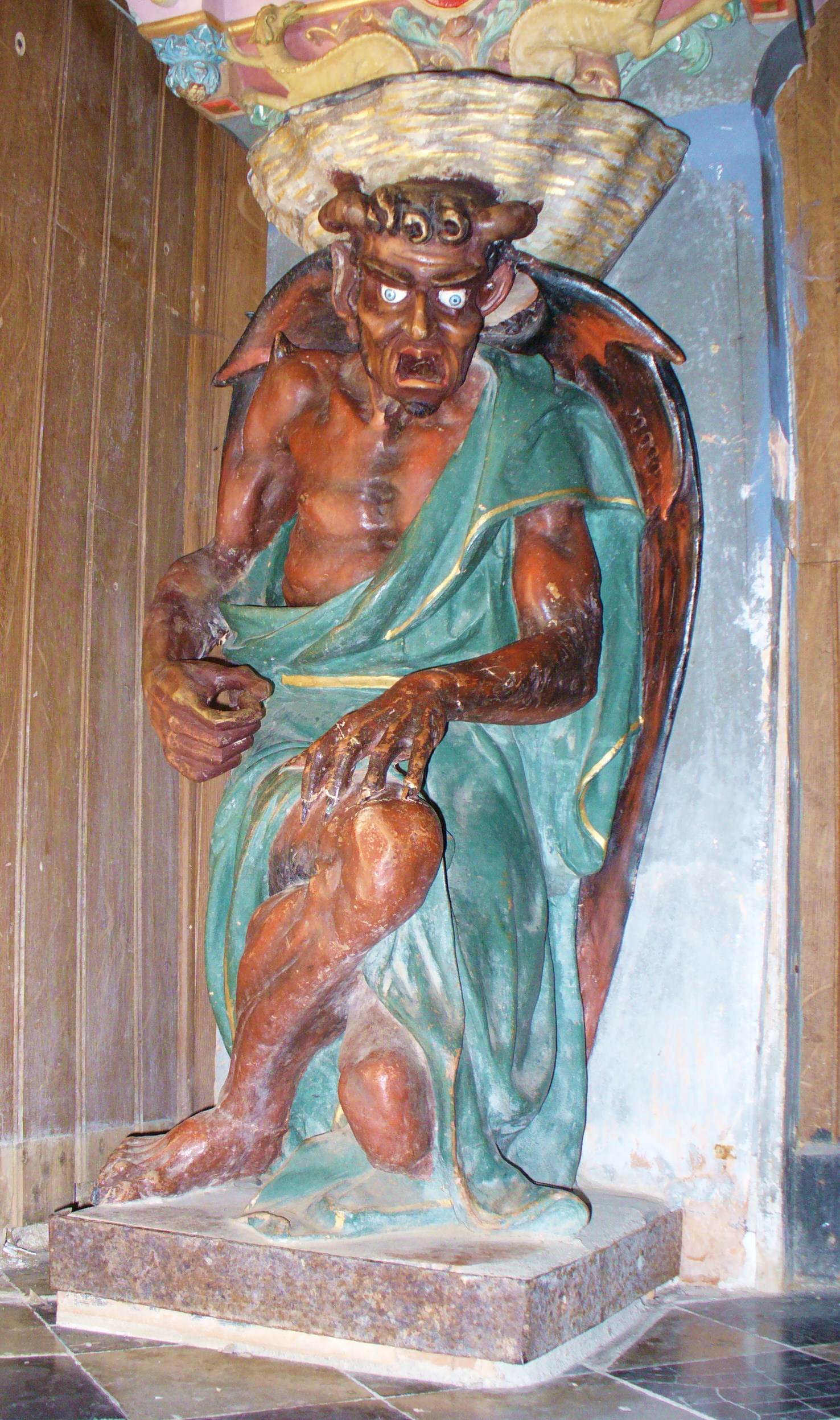
Support de bénitier censé représenter Asmodée à l'entrée de l'église de Rennes-le-Château.

Le Lemegeton (XVIIe siècle) le mentionne en 32e position de sa liste de démons. Selon l'ouvrage, Asmodée est un des rois de l'enfer. Il possède trois têtes : de buffle, d'homme et de bélier. Il a la queue d'un serpent et les pattes d'une oie. Il chevauche un dragon infernal ressemblant à un Serpopard et porte une lance. Il enseigne la géométrie, l'arithmétique, l'astronomie, la gématrie, l'artisanat. Il peut rendre l'invocateur invisible et lui faire connaître les trésors cachés.
Surintendant des Enfers et des maisons de jeu, Asmodée sème dissipation et terreur. Selon certaines versions, il serait le serpent qui séduisit Ève. Azazel est aussi connu selon d'autres pour être ce serpent. Il est souvent représenté comme un démon aux ailes de chauve-souris, regardant l'intérieur des maisons en soulevant le toit.
L'apparition mariale de la Salette en Septembre 1846 fait mention de lui dans les couvents corrompus : « Tremblez, terre, et vous qui faites profession de servir Jésus-Christ, et qui, au dedans, vous adorez vous-mêmes, tremblez, car Dieu va vous livrer à son ennemi, parce que les lieux saints sont dans la corruption. Beaucoup de couvents ne sont plus les maisons de Dieu, mais les pâturages d'Asmodée et des siens ».
Asmodée est aussi le Démon qui soutient le bénitier à l'entrée de l'église de Rennes-le-Château.

## Asmodée dans la culture

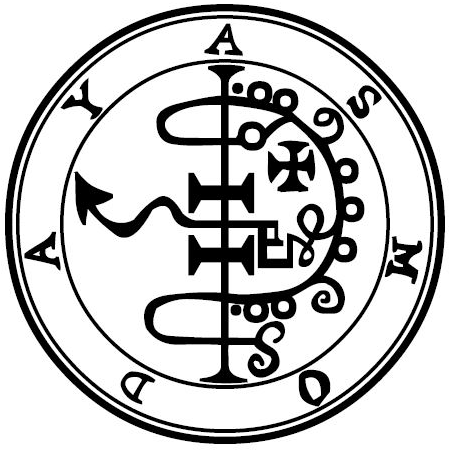
Le sceau d'Asmodée selon Mathers.

### Univers ludique
- Asmodeus est un démon dans le jeu vidéo Painkiller, soutien ponctuel de Daniel, le héros du jeu.
- Asmodée est un des personnages d’In Nomine Satanis - Magna Veritas, où il est le Prince-Démon du jeu.
- Dans l'univers du jeu de rôle heroic fantasy Donjons et Dragons et en particulier dans les Royaumes oubliés, Asmodée est le Mal Ancien, le Diable Originel du Plan Diabolique, auteur du statu quo convenu avec les Dieux lors de la création du Monde. Il commande aux Sombres Huit de la Guerre Sanglante, il est le plus puissant des Seigneurs des Neuf et règne par conséquent sur les Neuf Enfers de Baator.
- On retrouve le terme dans le MMORPG Aion: The Tower of Eternity, pour désigner la Faction des Asmodiens.
- Le nom Asmo est utilisé dans le MMORPG Shaiya pour désigner le boss des ruines de Minagrain ou dans la demeure de Phantasmagore. Dans le donjon de Cloron, on peut le retrouver sous le nom de « Simulacre d'Asmodeus ».
- Dans le jeu vidéo Gabriel Knight : Énigme en Pays cathare, Asmodée est le Démon chargé de garder et de protéger le corps du Christ.
- Asmodan est un personnage à combattre dans le jeu vidéo Diablo III. Il s'agit du boss de l'acte 3 du jeu.
- Dans le jeu Terranigma, un virus utilisé pour éradiquer la population humaine de la planète s'appelle Asmodeus (sous prétexte de rendre les gens immortels, il les change en zombies).
- Asmodeus est la divinité dont est issue la secte de fanatiques du jeu Star Ocean: The Last Hope, qui veulent le faire ressusciter afin qu'il brûle le monde, et ainsi, laisser la place à un monde nouveau débarrassé des êtres humains. Pour cela, ils tentent de sacrifier une jeune fille du peuple de l'air, ressemblant exactement à l'image que l'on a des anges (outre sa pureté absolue, elle porte de grandes ailes blanches dans le dos).
- Asmodeus est aussi le boss final du jeu de combat Mace: The Dark Age, sorti en 1997 sur Nintendo 64.
- Asmodée est le nom d'une maison d'édition et de distribution de jeux de société.
- Asmodeus est le nom d'un démon récurrent de la série de jeux vidéo Megami Tensei.
- Asmodaï est le nom d'un chapelain-investigateur dans le jeu de figurines Warhammer 40,000.
- Asmodée apparaît en tant que boss dans Shadow Hearts: Covenant.
- Dans le visual novel Umineko no naku koro ni, Asmodeus est l'une des sept sœurs du Purgatoire qui représente également le péché de la Luxure.
- Dans le visual novel Obey me!, Asmodeus est l'un des sept Frères Démons que le joueur va rencontrer. Il est l'avatar du péché de la Luxure.
- Dans le jeu vidéo indépendant Pony Island, Asmodeus est le Protecteur du dernier fichier Core, et est considéré comme le plus intelligent des Démons.
- Dans le jeu vidéo Genshin Impact, la déité inconnue, qui arrête Aether et Lumine en début de jeu, est aussi connue sous le nom d'Asmoday.
- Dans le jeu vidéo The Blind Prophet, Asmodée est le Démon de la Luxure que doit affronter l'Apôtre, le héros du jeu.
- Dans le jeu vidéo Bravely Second: End Layer, Asmodée est l'un des Démons personnifiant les 7 pêchés capitaux, invocables par le Yōkai, en tant que manifestation de la Luxure.
- Dans le jeu Hellslave, Asmodée est la prêtresse de la luxure (représentée au genre féminin).

### Livres
- Asmodée est l'un des personnages du Diable boiteux (1707), roman d'Alain-René Lesage, dans lequel il figure un démon enfermé dans un flacon par un magicien, et libéré par le personnage principal.
- Asmodée est le titre de la première pièce de théâtre de François Mauriac, créée en novembre 1937 à la Comédie-Française et publiée en 1938 aux éditions Grasset.
- Asmodean est l'un des treize Réprouvés de la saga de Fantasy La Roue du temps (1990).
- On peut trouver également le terme de « Asmodéhus » (Asmodeus) dans le manga Dreamland (2006) de Reno Lemaire. Dans ce manga, Asmodehus est un seigneur cauchemar ayant le pouvoir élémentaire du feu ; on le surnomme le gardien des Enfers.
- Dans les œuvres de Cassandra Clare, Les Chroniques des Chasseurs d'Ombres (2007), Asmodée est le père de Magnus Bane.
- Asmodée apparait dans le manga Code: Breaker (2008) de Akimine Kamijō, comme la flamme représentant le désir.
- Asmodée apparait dans le roman Jérusalem d'Alan Moore (2016), sous l'anagramme de Sam O'Day.
- Asmodée est l'un des personnages de Red Rising Dark Age (2019) de Pierce Brown. Asmodée est le primus de la maison Carthii, une famille or de Vénus.
- Asmodée est un Dieu dans Les Légendaires.
- Asmodée est un personnage de Iruma à l'école des démons.
- Asmodeus est une des 4 épées démoniaques dans le manga Classroom for Heroes.
- Asmodée apparait dans le webnovel Lecteur omniscient, sous le surnom Roi démon de la luxure et de la colère.
- Asmodée apparait dans le roman policier de Mme Willy Corsari (Oude mensen hebben geheimen - Des vieux personnes ont des secrets) comme le perroquet agressif et méchant d'un des personnages.

### Films
- Dans le film Paranormal Activity: Next of Kin, c'est le démon enfermé dans le lieu de culte des Beiler.
- Dans le film L'Exorciste du Vatican, c'est le démon qui possède Henry.
- Dans le film Smile, c'est le démon qui possède Rose.
- Dans l'épisode 7 de la saison 6 de la série Archer, le personnage principal, Archer, évoque brièvement Asmodée lorsqu'il est récupéré par ses collègues pour le ramener en avion d'une des récurrentes échappées solitaires de dépravations arrosées.

### Télévision
- Dans la série Buffy contre les vampires, Willow tente de prononcer une formule invoquant Asmodée avant d'être arrêté par Giles (saison 6, épisode 22).
- Il apparaît dans le film Equinox (en) (1970).
- Dans la série Shadowhunters, Magnus Bane est connu comme étant le fils d'Asmodée qui est considéré comme le Prince de l'Enfer et le Démon le plus puissant de la Dimension Edom. Asmodée n'apparaît pas sous sa forme réelle, il paraît sous la forme d'un humain.
- Asmodeus est un Prince de l'Enfer, l'antagoniste principal de la treizième saison de Supernatural.
- Il apparaît dans l'épisode 10 de la saison 4 de Flynn Carson et les Nouveaux Aventuriers.
- Asmodeus est l'un des antagonistes principaux de la série animée Redwall, incarné par un serpent géant.
- Il est aperçu dans la série Les Nouvelles Aventures de Sabrina. Asmodée seigneur de la Vermine, l'un des trois Frères Rois des Enfers. Ses frères sont : Belzébuth, Seigneur des Mouches et Purson, Seigneur de l'Ombre.
- Asmodée est le démon de la luxure dans la comédie noire Helluva Boss.

### Musique
- Asmodeus est un groupe de Black Métal Autrichien.
- Le morceau Year Zero du groupe de Heavy metal Suédois Ghost a pour introduction un chœur de voix scandant des noms de Démons, notamment celui d'Asmodeus.
- Les membres du groupe portugais de Post-black metal Gaerea portent une cagoule imprimée du sceau magique de Asmodée[4].